# Micheal Ray Richardson
Micheal Ray Richardson (ur. 11 kwietnia 1955 w Lubbock) – amerykański koszykarz, rozgrywający, uczestnik NBA All-Star Games, jeden z czołowych obrońców ligi. Otrzymał nagrodę - NBA Comeback Player of the Year Award, przyznawaną najlepszemu zawodnikowi sezonu, powracającemu po kontuzji. Po zakończeniu kariery zawodniczej został trenerem.

## Kariera sportowa
Jest trzecim zawodnikiem w historii NBA (pierwszym był Slick Watts w 1976, a drugim Don Buse w 1977), któremu udało się zostać liderem ligi zarówno w asystach, jak i przechwytach, w trakcie tego samego sezonu (1980).
25 lutego 1986 Richardson został wydalony z NBA przez komisarza ligi Davida Sterna za trzecie naruszenie zasad antynarkotykowych. Prawo do występów w lidze przywrócono mu w 1988, ale Richardson zawiódł po raz kolejny, nie przechodząc testów na obecność kokainy, aż dwukrotnie w 1991.
Richardson próbował odwoływać się od tej decyzji. Argumentował, iż został potraktowany niesprawiedliwie przez ligę, ponieważ pozwoliła ona na grę Chrisowi Mullinowi, mimo jego dobrze udokumentowanego alkoholizmu. Twierdził również, że z powodu tzw. "podwójnych standardów" oraz faktu, że jest Afroamerykaninem padł ofiarą nierównego traktowania. Sprawa była wtedy bardzo głośna, po latach doczekała się nawet filmowej adaptacji. W 2000 powstał film "Whatever Happened to Micheal Ray?", nawiązujący do tamtych właśnie wydarzeń. Jego narratorem był znany amerykański komik Chris Rock.
Po opuszczeniu NBA występował przez jakiś czas w pomniejszych ligach amerykańskich, po czym wyjechał do Europy, gdzie występował głównie we Włoszech oraz we Francji, zaliczył też epizod w Chorwacji. Karierę zawodniczą zakończył w wieku 47 lat. 2 lata później został trenerem.

## Osiągnięcia

### NCAA
- Uczestnik rozgrywek Sweet 16 turnieju NCAA (1975)
- Mistrz sezonu regularnego konferencji Big Sky (1975, 1978)
- Wicemistrz turnieju konferencji Big Sky (1978)

### NBA
- 4-krotny uczestnik meczu gwiazd (1980–1982, 1985)[8]
- 2-krotnie wybierany do I składu defensywnego NBA (1980, 1981)[9]
- Laureat nagrody NBA Comeback Player of the Year Award (1985)[2]
- Lider:
  - sezonu zasadniczego w:
    - asystach (1980)[10]
    - przechwytach (1980, 1983, 1985)[11]

  - play-off w średniej przechwytów (1984)[12]
- 4-krotny zawodnik tygodnia NBA (28.10.1979, 22.03.1981, 30.12.1984, 14.04.1985)[13]

### Pozostałe ligi
- Mistrz:
  - CBA (1988)
  - Francji (1995)
- Zdobywca pucharu:
  - Chorwacji (1992)
  - Francji (1998)
  - Włoch (1989, 1990)
  - Saporty (1990)
- Lider:
  - strzelców finałów Pucharu Europy Zdobywców Pucharów (1990)
  - Euroligi w asystach (1992)
- MVP meczu gwiazd ligi:
  - włoskiej (1988)
  - włoskiej i hiszpańskiej (1993)
- Uczestnik meczu gwiazd francuskiej ligi LNB Pro A (1995, 1997)

### Trenerskie
- Mistrz:
  - CBA (2008, 2009)
  - NBL Kanada (2012, 2013)
  - PBL (2010)
- Trener Roku:
  - PBL (2010)
  - NBL (2012, 2013)